# Katicabogárfélék

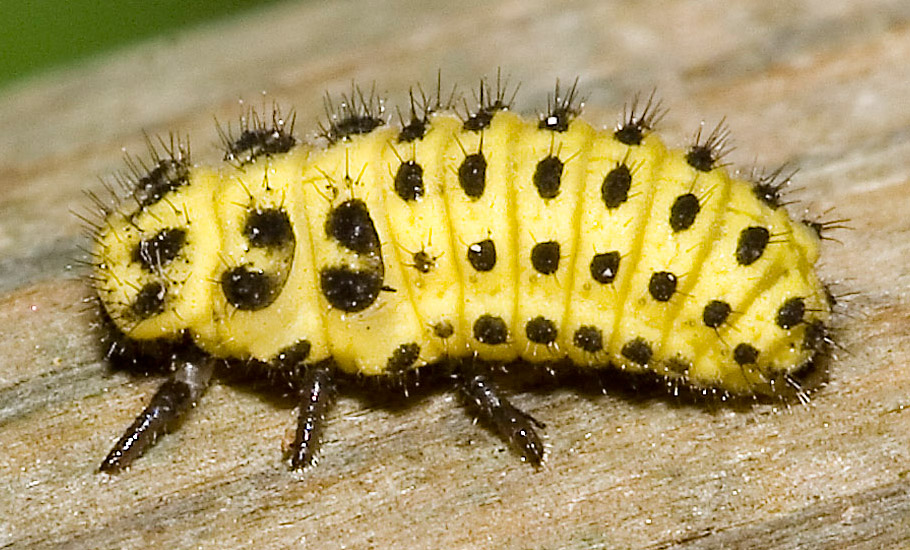
Huszonkétpettyes katica (Psyllobora vigintiduopunctata) lárvája

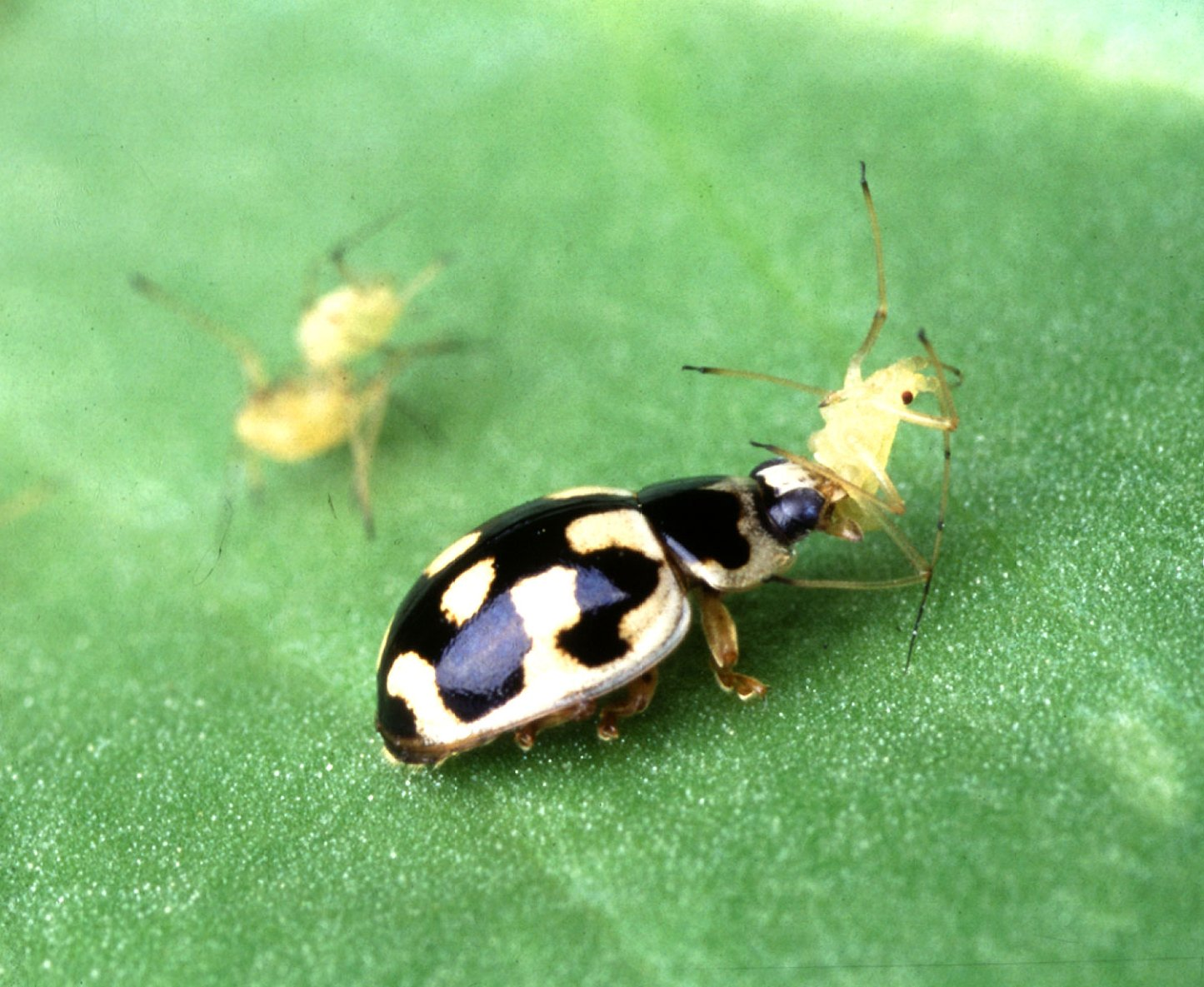
Tizennégypettyes füsskata (Propylea quatuordecimguttata) táplálkozás közben

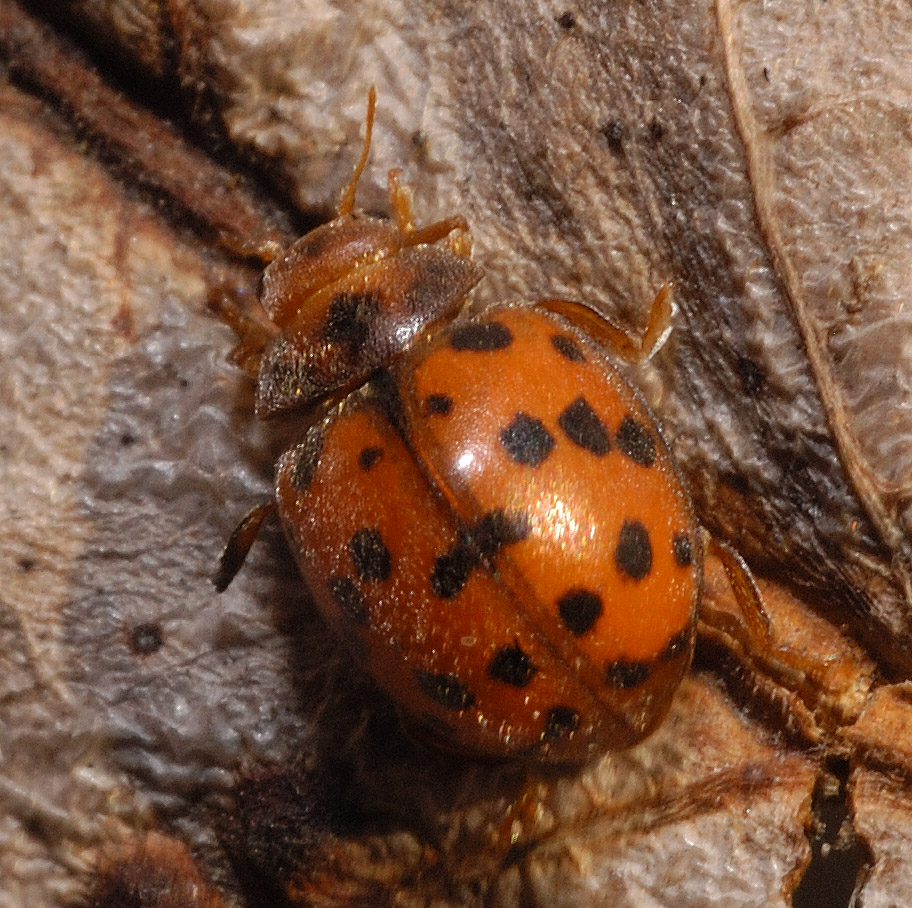
Lucernaböde (Subcoccinella vigintiquatuorpunctata)

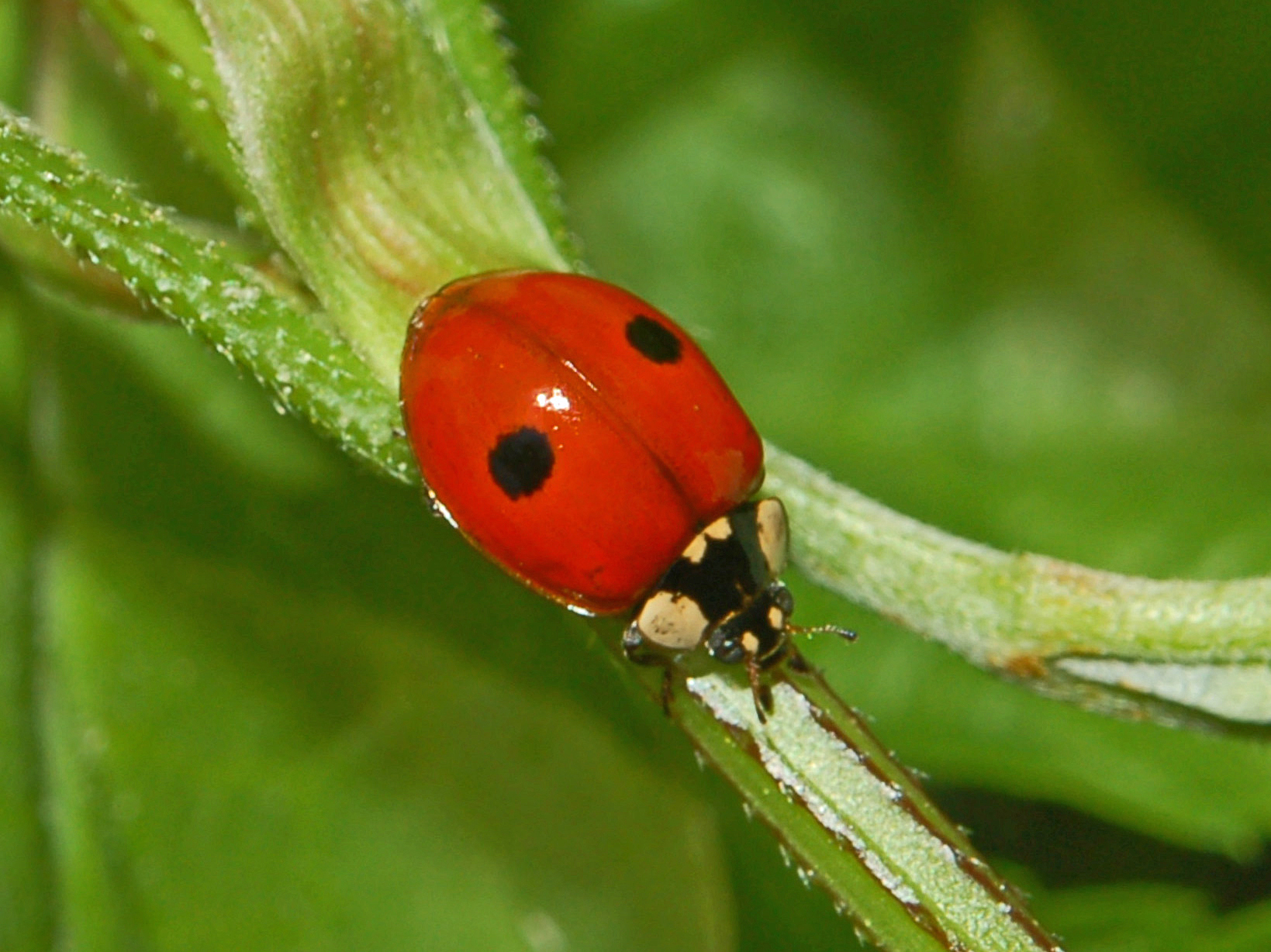
Kétpettyes katica (Adalia bipunctata)

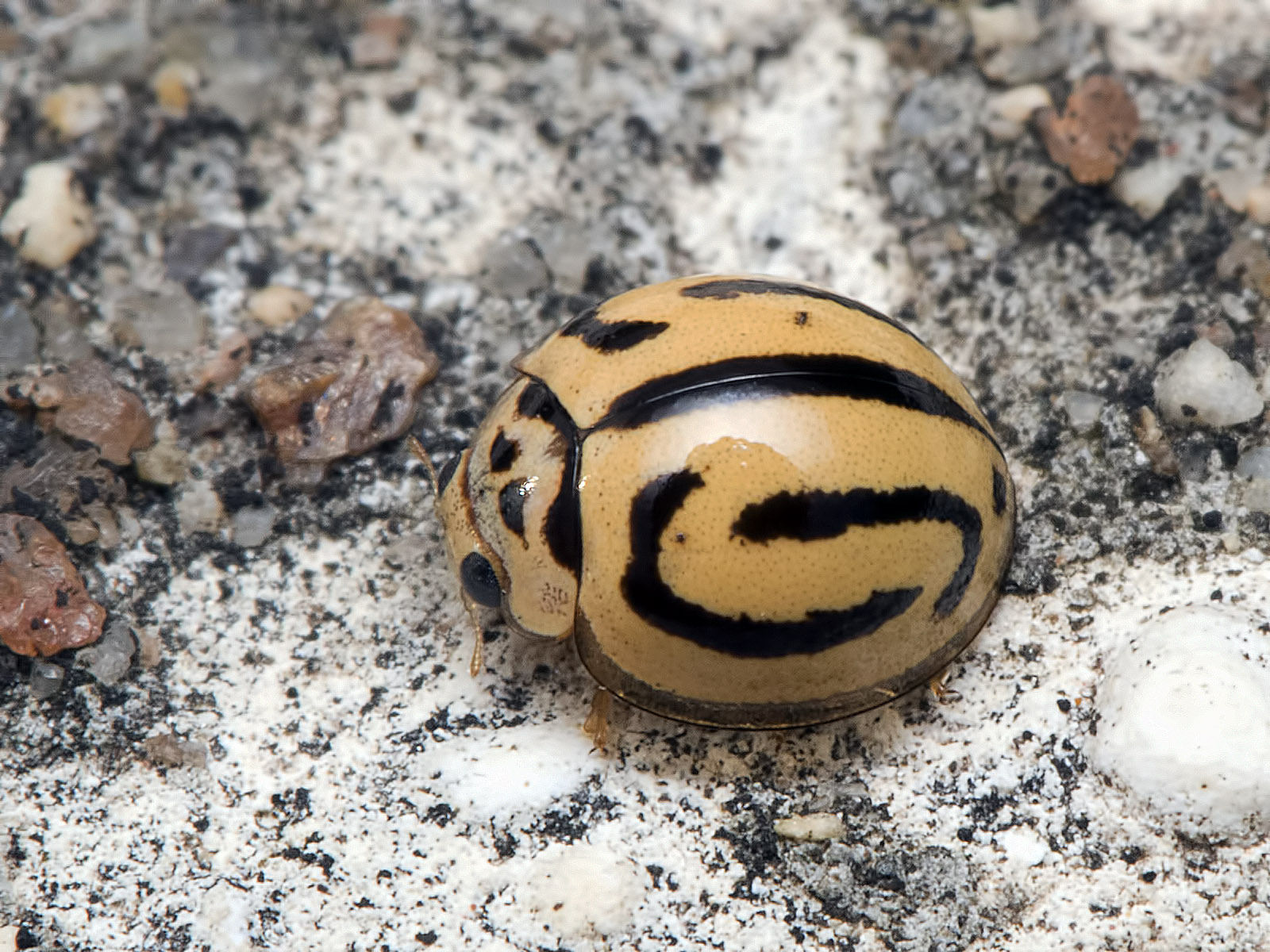
Anegleis cardoni (India)

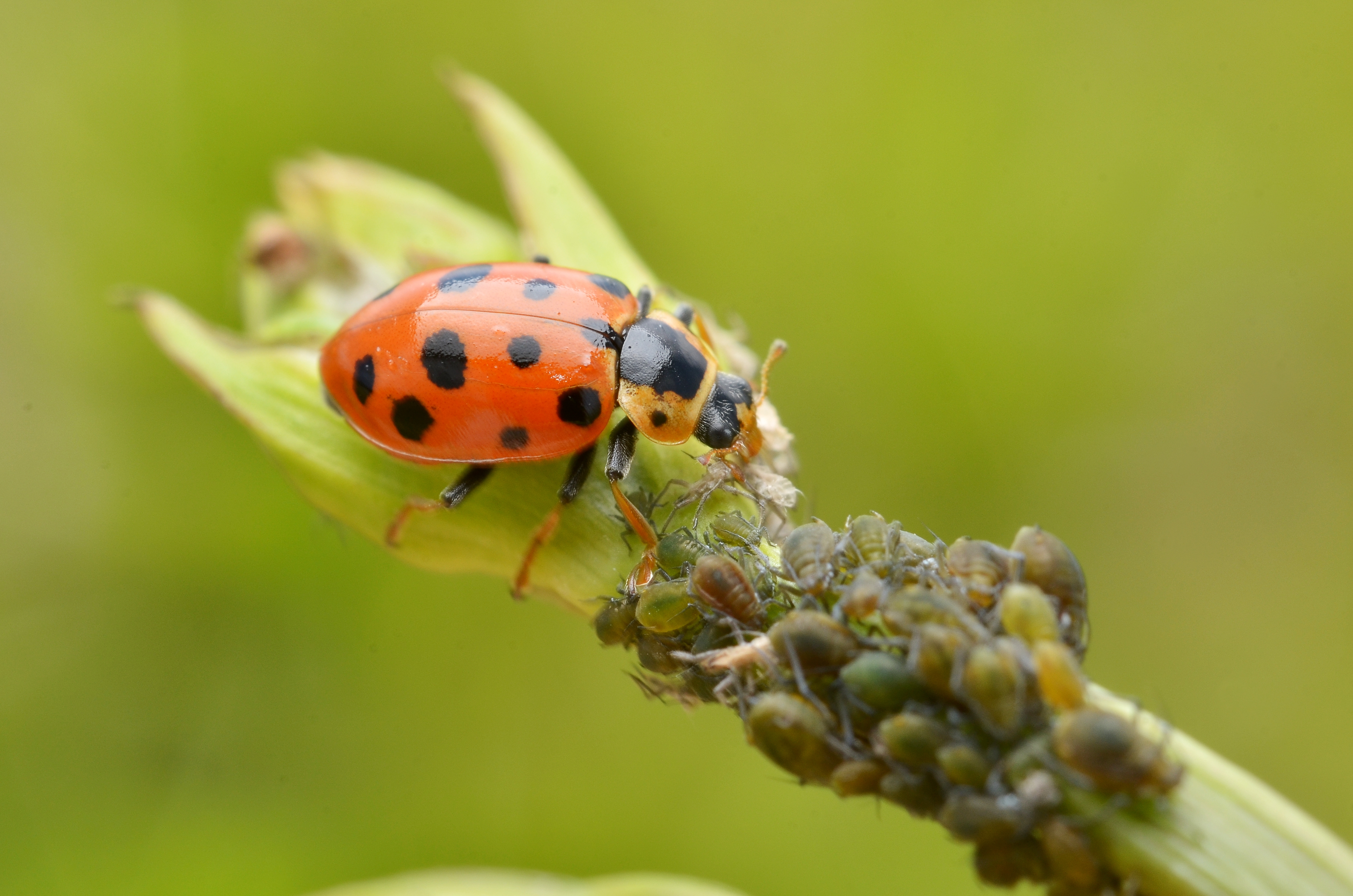
Mocsári katica (Hippodamia tredecimpunctata) táplálkozás közben

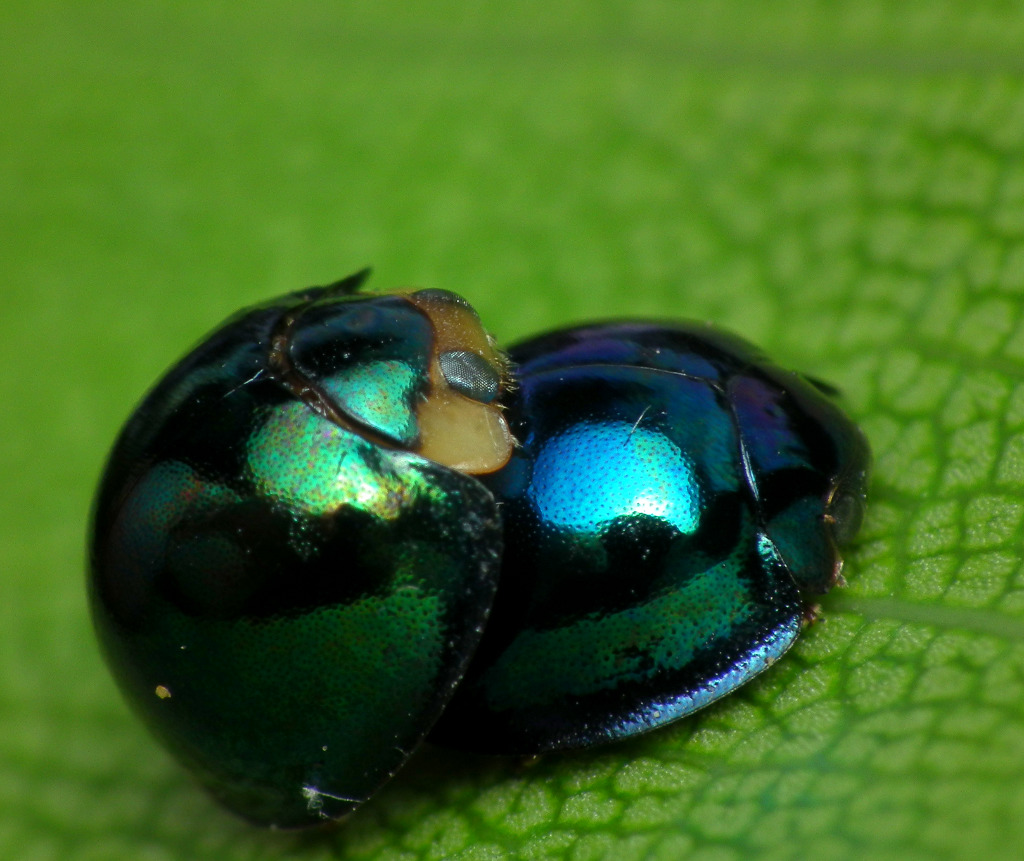
Halmus chalybeus párzás közben (Ausztrália)

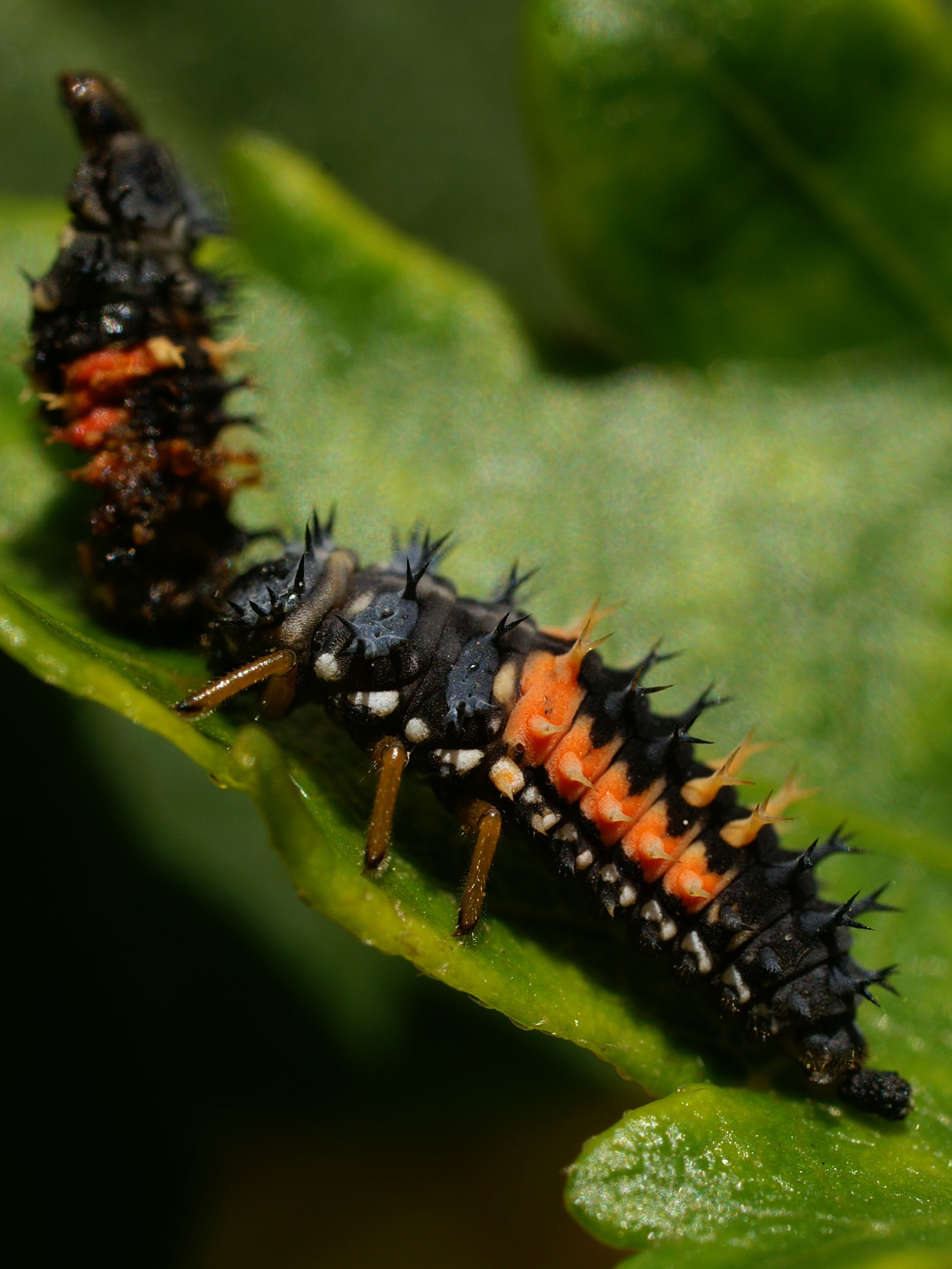
Harlekinkatica lárvák kannibalizmusa

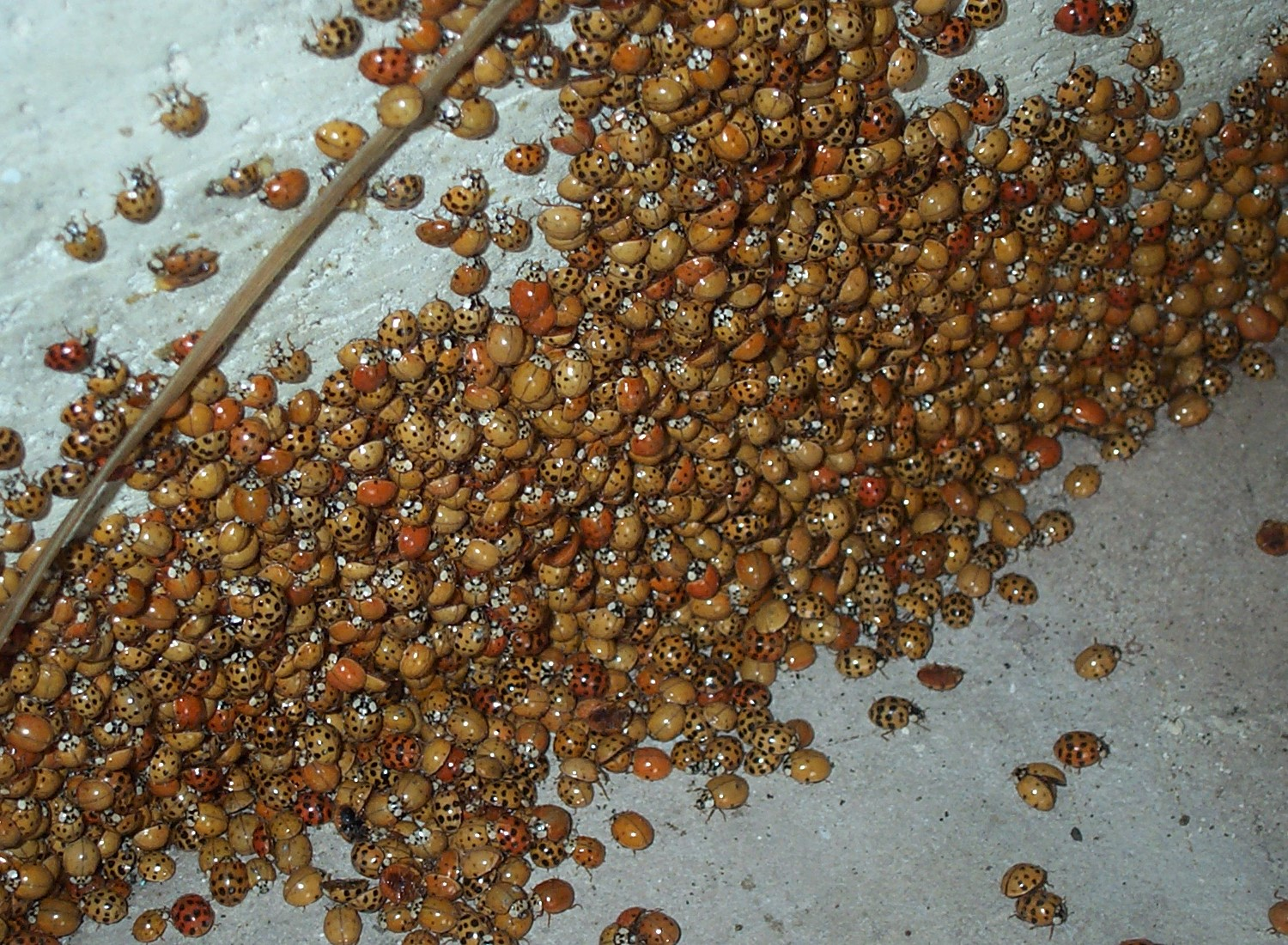
Telelésre összeverődött harlekinkaticák tömege

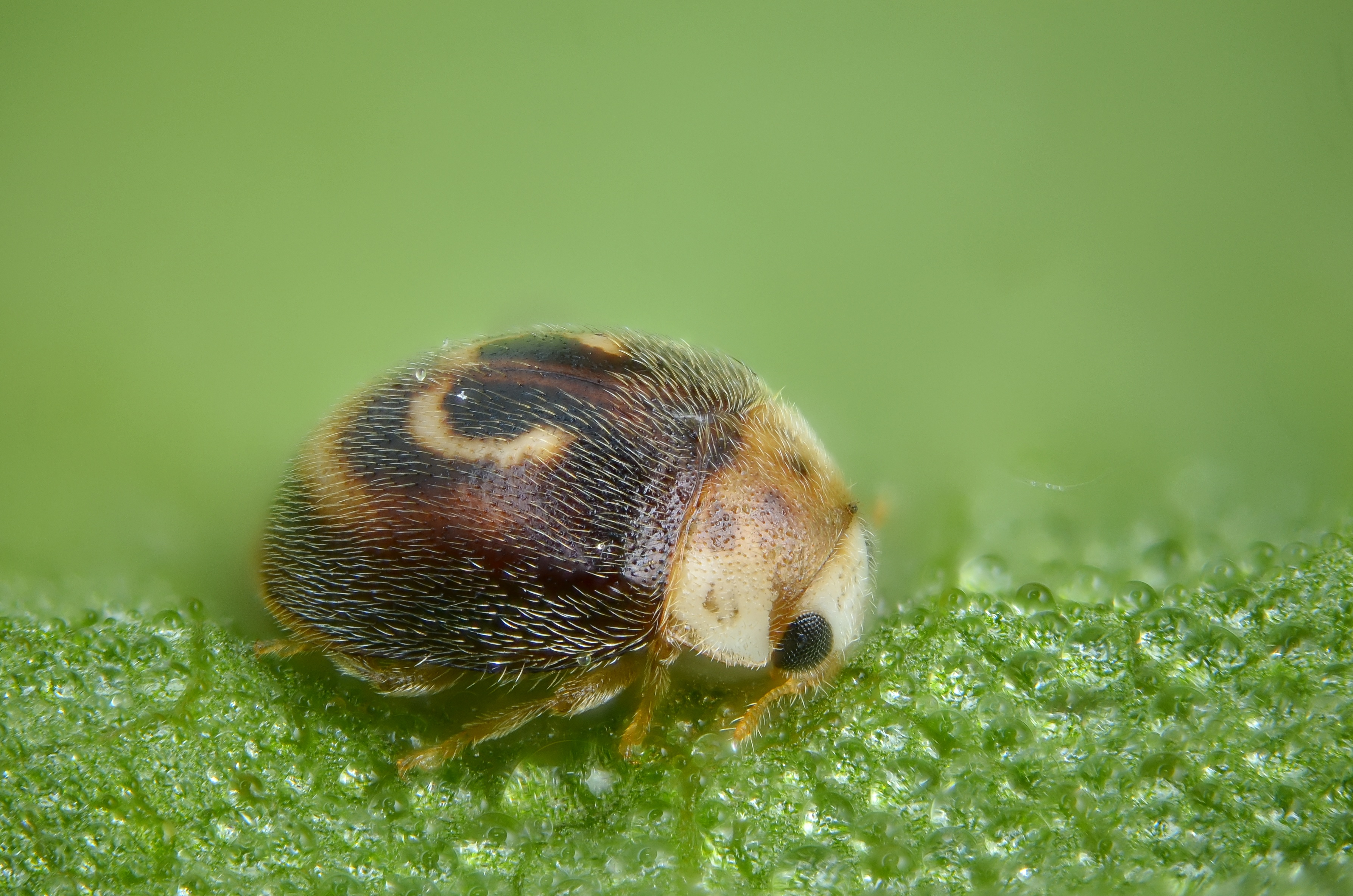
Liszteske-bödice (Clitostethus arcuatus), a legkisebb európai katicafaj

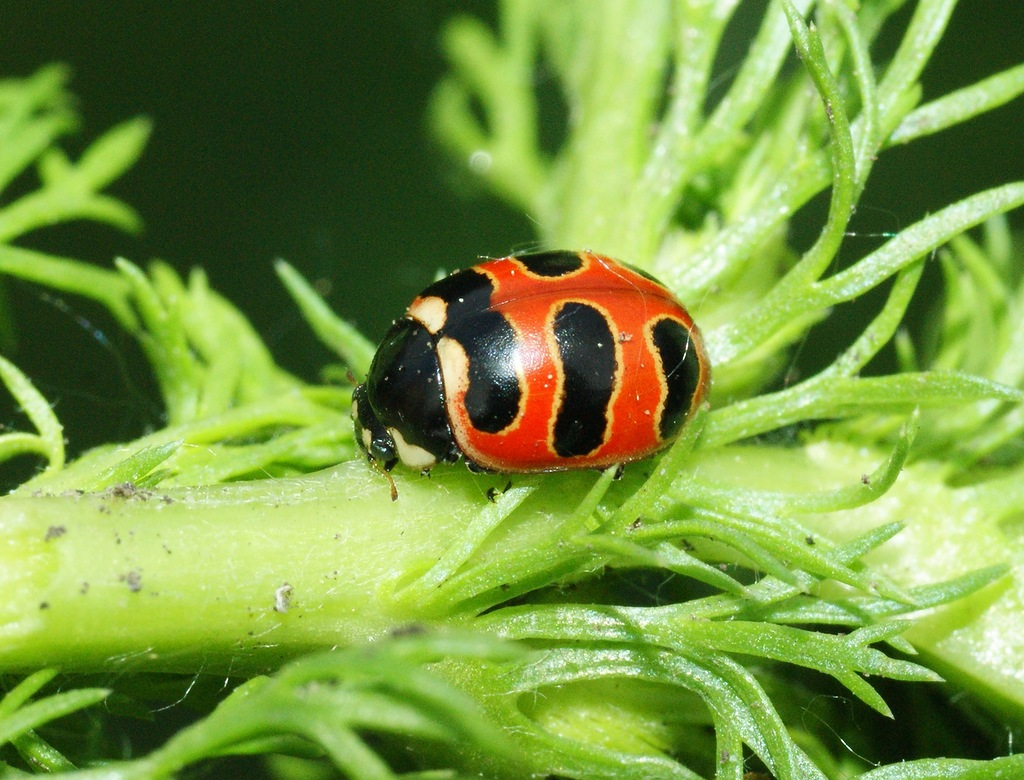
Coccinella trifasciata (Oroszország)

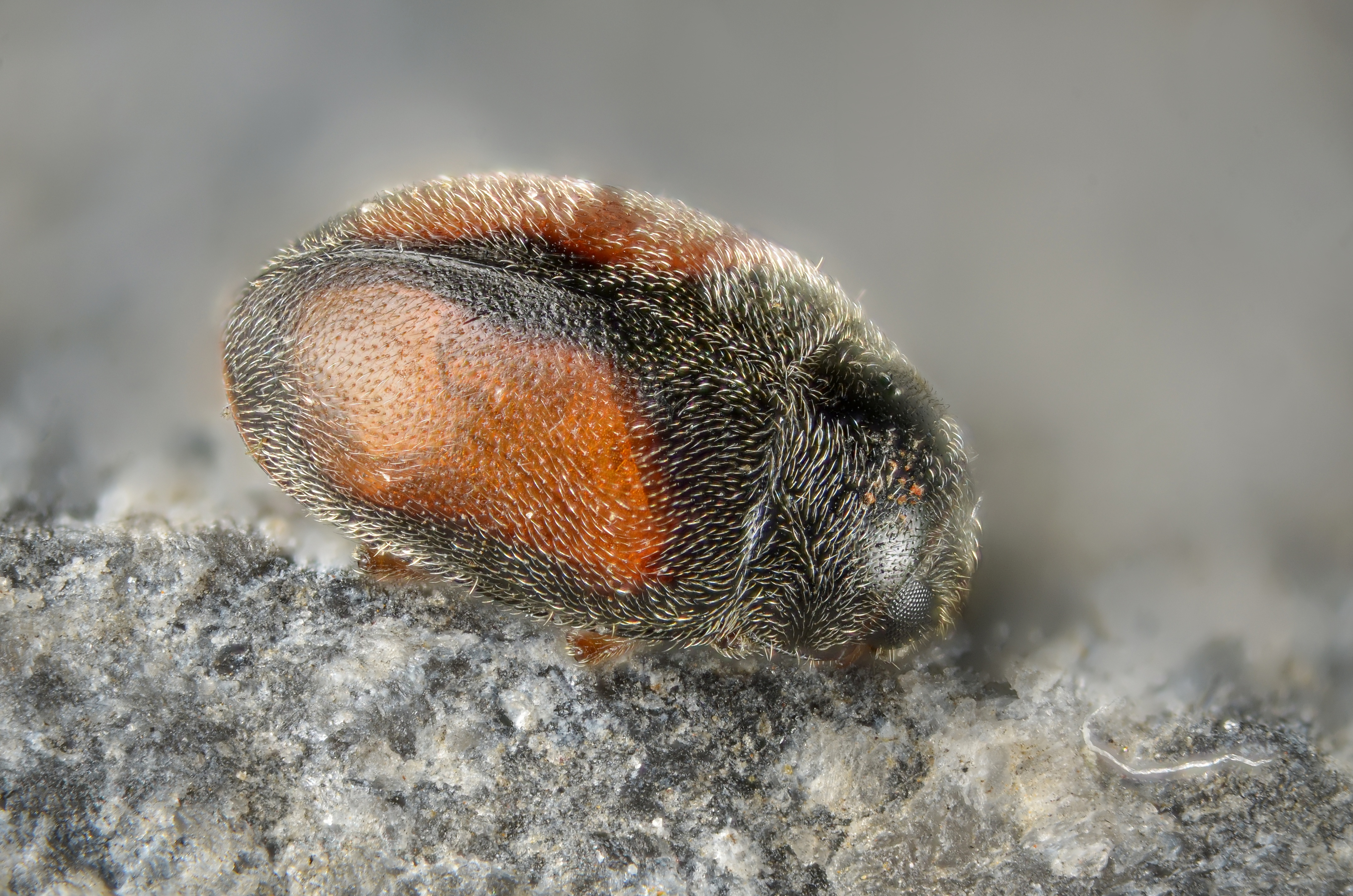
korongfoltos törpebödice (Nephus redtenbacheri)

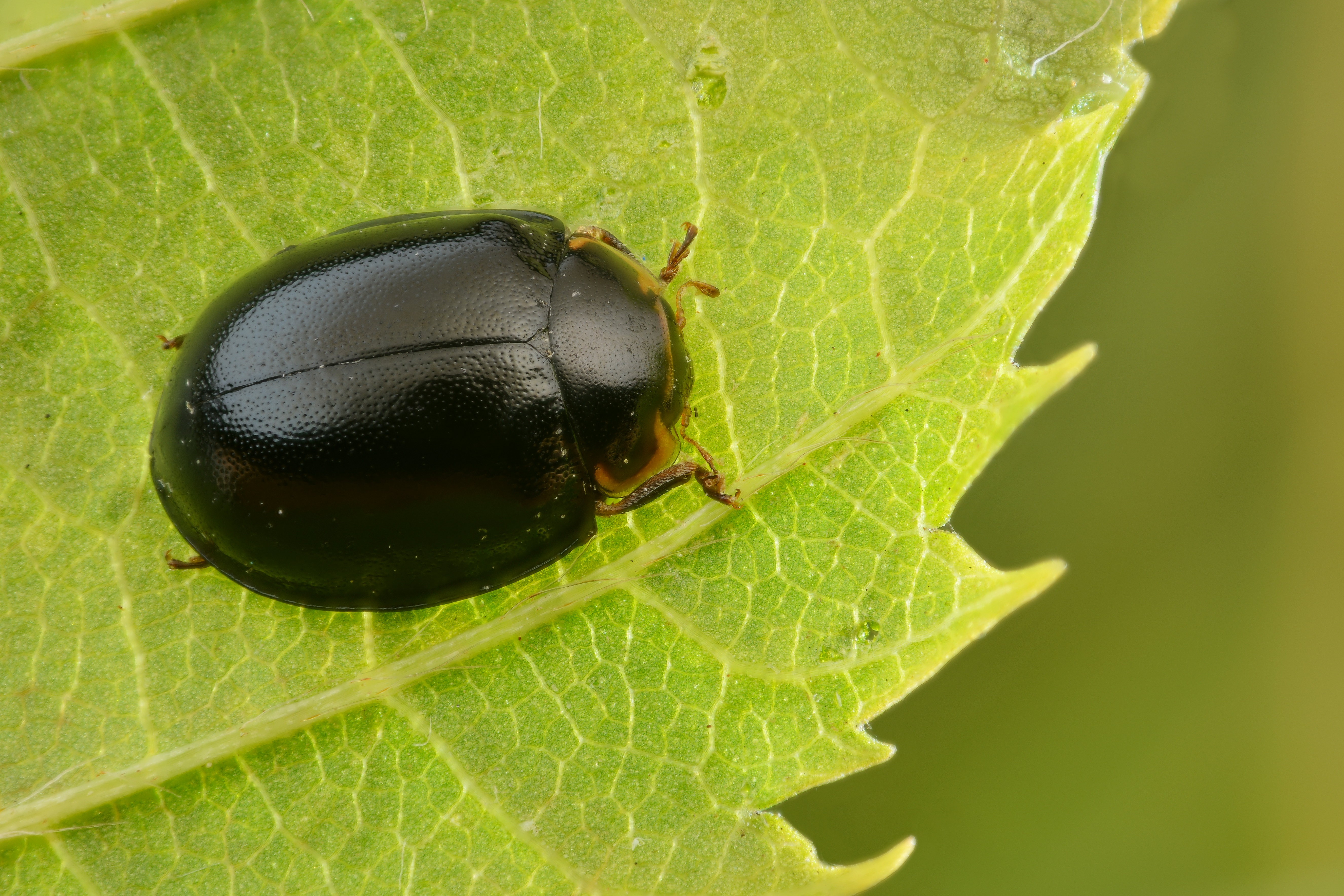
Fekete katica (Oenopia impustulata)

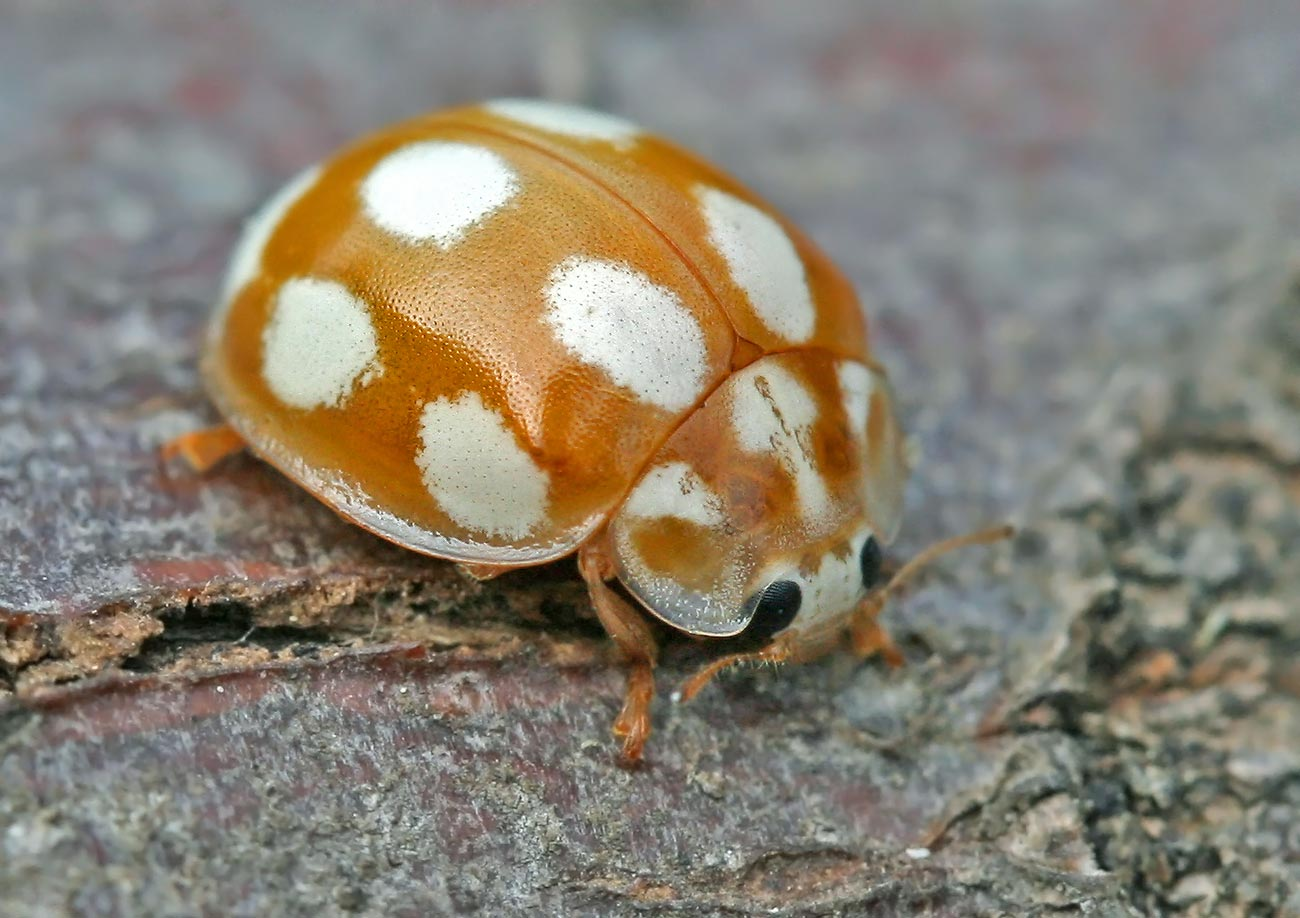
Tízcseppes füsskata (Calvia decemguttata)

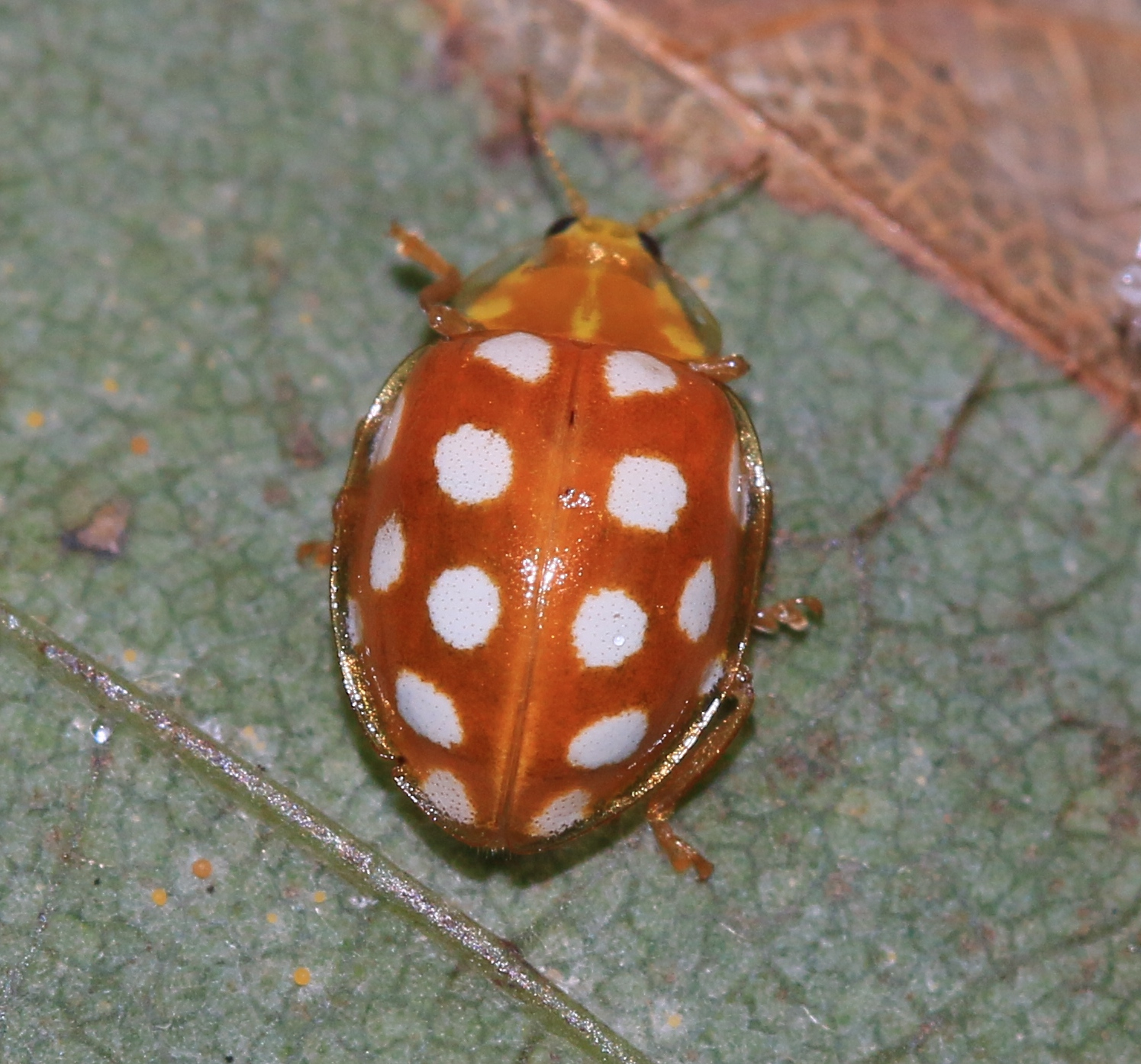
Narancsszínű tizenhatcseppes füsskata (Halyzia sedecimguttata)

A katicabogárfélék (Coccinellidae) a rovarok (Insecta) osztályának bogarak (Coleoptera) rendjébe, ezen belül a mindenevő bogarak (Polyphaga) alrendjébe tartozó család. A világszerte nagyjából hatezer fajt számláló csoportnak Európában 207, Magyarországon 90 képviselője él.
Változatos életmódot élő fajok tartoznak a családba, a csoportban mezőgazdasági kártevők és a biológiai védekezésben használt fajok is előfordulnak, de a fajok többsége gazdasági szempontból közömbös.

## Megjelenésük
A katicabogarak hossza fajtól függően változó: 1,5-12 milliméter közötti. A színezetük is különböző, rendszerint élénk színeik (narancssárga, vörös, sárga, fekete) kontrasztos mintázatot alkotnak. A feltűnő (aposzematikus) mintázat a bogár kellemetlen ízére figyelmezteti a ragadozókat. Nem mindegyik katicabogárfaj pettyes, vannak csíkosak és egyszínűek is. Testük a fajok többségénél csupasz, fényes, de vannak többé-kevésbé szőrözött fajok is (pl. bödiceformák).

## Életmódjuk
A katicabogarak zöme ragadozó életmódot folytat, nagy részük főként levéltetvekkel táplálkozik, egyes csoportok atkákat, pajzstetveket, liszteskéket fogyaszt. De a katicabogarak nagy többsége nem préda-specifikus, minden alkalmas méretű állatot elfogyasztanak. A ragadozó fajokon kívül vannak lisztharmatgombákkal táplálkozó, valamint növényeket fogyasztó katicabogarak is (bödeformák), melyek táplálkozásukkal termesztett növényeinken kárt is okozhatnak (pl. lucernaböde). Táplálékhiány esetén a lárvák kannibalizmusra is kényszerülhetnek, illetve gyakorta előfordul, hogy egyes katicafajok a család más tagjainak lárváit fogyasztják.
A magyarországi fajok a telet imágó alakban vészelik át, leggyakrabban avar, fakéreg, fűcsomók, vagy a talaj védelmében. Előfordul, hogy egyes fajok (pl. harlekinkatica) mesterséges létesítményekbe, lakásokba vonul telelőhelyet keresni, ilyenkor óriási tömegben verődhetnek össze, mely az emberek számára kellemetlenséget, sőt egészségügyi problémákat is jelenthet.
A kifejlett egyedek körülbelül egy évig élnek.
Ha a katicabogarakat támadás éri, reflexes „vérzés” megindításával védekeznek. Ilyenkor a lábaik ízületein keresztül vérnyirok szivárog ki. Ez a folyadék kellemetlen ízű anyagokat (coccinellin, adaliin, propylein) tartalmaz, ami elriasztja a hangyákat és a madarakat.

## Szaporodásuk
A fajok többségének évente egy nemzedéke van, de vannak több generációt képző fajaink is. A párzási időszak tavasszal és nyáron van. A peték száma fajtól függően különböző: 3-300 között. A petéből 5-8 nap múlva kelnek ki a lárvák.

## Magyarországon előforduló fajok, alfajok és rendszertani besorolásuk
- Félbödeformák (Coccidulinae) Weise, 1901
  - Coccidula Kugelann, 1798
    - nádi félböde (Coccidula rufa) (Herbst, 1783)
    - mocsári félböde (Coccidula scutellata) (Herbst, 1783)

  - Rhyzobius Stephens, 1829
    - szalagos félböde (Rhyzobius chrysomeloides) (Herbst, 1792)
    - félholdas félböde (Rhyzobius litura) (Fabricius, 1787)

  - Tetrabrachys Kapur, 1948
    - pusztai földiböde (Tetrabrachys connatus) (Creutzer, 1796)
- Bödiceformák (Scymninae) Mulsant, 1846
  - Hyperaspis Chevrolat, 1837
    - mezei szerecsenböde (Hyperaspis campestris) (Herbst, 1783)
    - egyszínű szerecsenböde (Hyperaspis concolor) (Suffrian, 1843)
    - homoki szerecsenböde (Hyperaspis erythrocephala) (Fabricius, 1787)
    - vállcseppes szerecsenböde (Hyperaspis pseudopustulata) Mulsant, 1853
    - négycseppes szerecsenböde (Hyperaspis quadrimaculata) Redtenbacher, 1843
    - tojásdad szerecsenböde (Hyperaspis reppensis) (Herbst, 1783)

  - Clitostethus Weise, 1885
    - liszteske-bödice (Clitostethus arcuatus) (Rossi, 1794)

  - Nephus Mulsant, 1846
    - kétpettyes törpebödice (Nephus bipunctatus) (Kugelann, 1794)
    - kétjegyes törpebödice (Nephus bisignatus claudiae) Fürsch, 1984
    - feketés törpebödice (Nephus nigricans) (Weise, 1879)
    - négyfoltos törpebödice (Nephus quadrimaculatus) (Herbst, 1783)
    - korongfoltos törpebödice (Nephus redtenbacheri) (Mulsant, 1846)
    - Ulbrich-törpebödice (Nephus ulbrichi) Fürsch, 1977

  - Scymniscus Dobrzhanskiy, 1928
    - halványfoltos törpebödice (Scymniscus anomus) (Mulsant et Rey, 1852)
    - Horion-törpebödice (Scymniscus horioni) (Fürsch, 1965)
    - korzikai törpebödice (Scymniscus semirufus) (Weise, 1885)

  - Scymnus Kugelann, 1794
    - ostoros bödice (Scymnus flagellisiphonatus) Fürsch, 1970
    - sziki bödice (Scymnus sacium) Roubal, 1928
    - fekete bödice (Scymnus ater) Kugelann, 1794
    - sárgavégű bödice (Scymnus haemorrhoidalis) Herbst, 1797
    - gesztenyebarna bödice (Scymnus limbatus) Stephens, 1832
    - barna fenyvesbödice (Scymnus abietis) (Paykull, 1798)
    - sárgafejű bödice (Scymnus auritus) Thunberg, 1795
    - csúcsfoltos bödice (Scymnus ferrugatus) (Moll, 1785)
    - gömbölyded bödice (Scymnus fraxini) Mulsant, 1850
    - kis fenyvesbödice (Scymnus impexus) Mulsant, 1850
    - sárgás bödice (Scymnus silesiacus) Weise, 1902
    - négyfoltos bödice (Scymnus subvillosus) (Goeze, 1777)
    - varratsávos bödice (Scymnus suturalis) Thunberg, 1795
    - kis kerekbödice (Scymnus apetzi) Mulsant, 1846
    - széleslábú bödice (Scymnus doriae) Capra, 1924
    - feketecombú bödice (Scymnus femoralis) (Gyllenhal, 1827)
    - közönséges bödice (Scymnus frontalis) (Fabricius, 1787)
    - vállfoltos bödice (Scymnus interruptus) (Goeze, 1777)
    - négycseppes bödice (Scymnus magnomaculatus) Fürsch, 1958
    - nagyfoltos bödice (Scymnus marginalis) (Rossi, 1794)
    - fekete fenyvesbödice (Scymnus nigrinus) Kugelann, 1794)
    - vörösfoltos bödice (Scymnus rubromaculatus) (Goeze, 1777)
    - pontsoros bödice (Scymnus schmidti) Fürsch, 1958
    - nagy kerekbödice (Scymnus suffrianioides apetzoides) Capra et Fürsch, 1967

  - Stethorus Weise, 1885
    - atkász bödice (Stethorus pusillus) (Herbst, 1797)
- Szerecsenkata-formák (Chilocorinae) Mulsant, 1846
  - Chilocorus Leach, 1815
    - szalagos szerecsenkata (Chilocorus bipustulatus) (Linnaeus, 1758)
    - vesefoltos szerecsenkata (Chilocorus renipustulatus) (Scriba, 1791)

  - Exochomus L. Redtenbacher, 1843
    - négyfoltos szerecsenkata (Exochomus quadripustulatus) (Linnaeus, 1758)

  - Parexochomus Barovskij, 1922
    - egyszínű szerecsenkata (Parexochomus nigromaculatus) (Goeze, 1777)

  - Platynaspis L. Redtenbacher, 1843
    - négypettyes szerecsenkata (Platynaspis luteorubra) (Goeze, 1777)
- Katicaformák (Coccinellinae) Latreille, 1807
  - Adalia Mulsant, 1846
    - kétpettyes katicabogár (Adalia bipunctata) (Linnaeus, 1758)
    - rajzos katica (Adalia conglomerata) (Linnaeus, 1758)
    - tízpettyes katica (Adalia decempunctata) (Linnaeus, 1758)

  - Anatis Mulsant, 1846
    - szemfoltos katica (Anatis ocellata) (Linnaeus, 1758)

  - Anisosticta Chevrolat, 1836
    - tizenkilencpettyes katica (Anisosticta novemdecimpunctata) (Linnaeus, 1758)

  - Aphidecta Weise, 1893
    - sárga katica (Aphidecta obliterata) (Linnaeus, 1758)

  - Calvia Mulsant, 1850
    - tízcseppes füsskata (Calvia decemguttata) (Linnaeus, 1767)
    - tizennégycseppes füsskata (Calvia quatuordecimguttata) (Linnaeus, 1758)
    - tizenötcseppes füsskata (Calvia quindecimguttata) (Fabricius, 1777)–

  - Ceratomegilla Crotch, 1873
    - alhavasi katica (Ceratomegilla notata) (Laicharting, 1781)
    - bogáncskatica (Ceratomegilla undecimnotata) (Schneider, 1792)

  - Coccinella Linnaeus, 1758
    - csarabkatica (Coccinella hieroglyphica) Linnaeus, 1758
    - hangyászkatica (Coccinella magnifica) Redtenbacher, 1843
    - ötpettyes katica (Coccinella quinquepunctata) Linnaeus, 1758
    - hárompettyes katica (Coccinella saucerottii) Mulsant, 1850
    - hétpettyes katicabogár (Coccinella septempunctata)  Linnaeus, 1758
    - sziki tizenegypettyes katica (Coccinella undecimpunctata tripunctata) Linnaeus, 1758
    - közönséges tizenegypettyes katica (Coccinella undecimpunctata undecimpunctata) Linnaeus, 1758

  - Coccinula Dobzhansky, 1925
    - feketesárga katóka (Coccinula quatuordecimpustulata) (Linnaeus, 1758)
    - oldalsávos katóka (Coccinula sinuatomarginata) (Faldermann, 1837)

  - Halyzia Mulsant, 1846
    - tizenhatcseppes füsskata (Halyzia sedecimguttata) (Linnaeus, 1758)

  - Harmonia Mulsant, 1850
    - harlekinkatica (Harmonia axyridis) (Pallas, 1773)
    - négypettyes katica (Harmonia quadripunctata) (Pontoppidan, 1763)

  - Hippodamia Chevrolat, 1837
    - hétfoltos katica (Hippodamia septemmaculata) (DeGeer, 1775)
    - mocsári katica (Hippodamia tredecimpunctata) (Linnaeus, 1758)
    - tizenhárompettyes katica (Hippodamia variegata) (Goeze, 1777)

  - Myrrha Mulsant, 1846
    - tizennyolccseppes füsskata (Myrrha octodecimguttata) (Linnaeus, 1758)

  - Myzia Mulsant, 1846
    - sávos füsskata (Myzia oblongoguttata) (Linnaeus, 1758)

  - Oenopia Mulsant, 1850
    - rózsás katica (Oenopia conglobata) (Linnaeus, 1758)
    - fekete katica (Oenopia impustulata) (Linnaeus, 1760)
    - bokorerdei katica (Oenopia lyncea agnatha) (Rosenhauer, 1847)

  - Propylea Mulsant, 1846
    - tizennégypettyes füsskata (Propylea quatuordecimpunctata) (Linnaeus, 1758)

  - Psyllobora Chevrolat, 1836
    - huszonkétpettyes katica (Psyllobora vigintiduopunctata) (Linnaeus, 1758)

  - Sospita Mulsant, 1846
    - húszcseppes füsskata (Sospita vigintiguttata) (Linnaeus, 1758)

  - Tytthaspis Crotch, 1874
    - tizenhatpettyes katica (Tytthaspis sedecimpunctata) (Linnaeus, 1761Linnaeus, 1760)

  - Vibidia Mulsant, 1846
    - tizenkétcseppes füsskata (Vibidia duodecimguttata) (Poda, 1761)
- Bödeformák (Epilachninae) Mulsant, 1846
  - Cynegetis Chevrolat, 1836
    - pázsitfűböde (Cynegetis impunctata) (Linnaeus, 1767)

  - Henosepilachna Li, 1961
    - földitökböde (Henosepilachna argus) (Geoffroy, 1785)
    - magrugóböde (Henosepilachna elaterii) (Rossi, 1794)

  - Subcoccinella Agassiz, 1845
    - lucernaböde (Subcoccinella vigintiquatuorpunctata) (Linnaeus, 1758)